# Imagine (film 1986)
Imagine – amerykański krótkometrażowy film artystyczny z 1986 roku w reżyserii Zbigniewa Rybczyńskiego. Druga wersja teledysku do singla Johna Lennona „Imagine” jest oparta na pomyśle przedstawienia kolistego ciągu życia w jednym ujęciu: poziomej jeździe kamery zamkniętej klamrą narracyjną. Był to jeden z teledysków, które w swej karierze Rybczyński kręcił nie tylko w hołdzie Lennonowi, ale również m.in. dla Lou Reeda, Chucka Mangione i zespołu Pet Shop Boys.

## Produkcja
W 1983 roku, na fali popularności swego oscarowego filmu animowanego Tango (1980), Zbigniew Rybczyński osiedlił się w Stanach Zjednoczonych. Początkowo kręcił głównie krótkie filmy wideo oraz teledyski zamawiane przez stacje telewizyjne. Szybko został doceniony za swoją twórczość; w 1986 na festiwalu MTV Video Music Awards otrzymał nagrodę Video Vanguard Award za wideoklipy dla Yoko Ono oraz Grandmastera Flasha. Później zainteresował się stworzeniem teledysku opartego na singlu „Imagine” autorstwa męża Yoko Ono, Johna Lennona, który został zamordowany w 1980 roku.
W zamyśle twórcy Imagine miało być rozwinięciem pomysłu z Tanga, w trakcie produkcji tamtego dzieła ledwie naszkicowanym. Innowacją, którą Rybczyński wniósł do filmów artystycznych, było zastosowanie importowanej z Japonii cyfrowej techniki HDTV; Rybczyński opisywał swe dzieło jako „pierwszy film elektroniczny”.

## Odbiór i nagrody

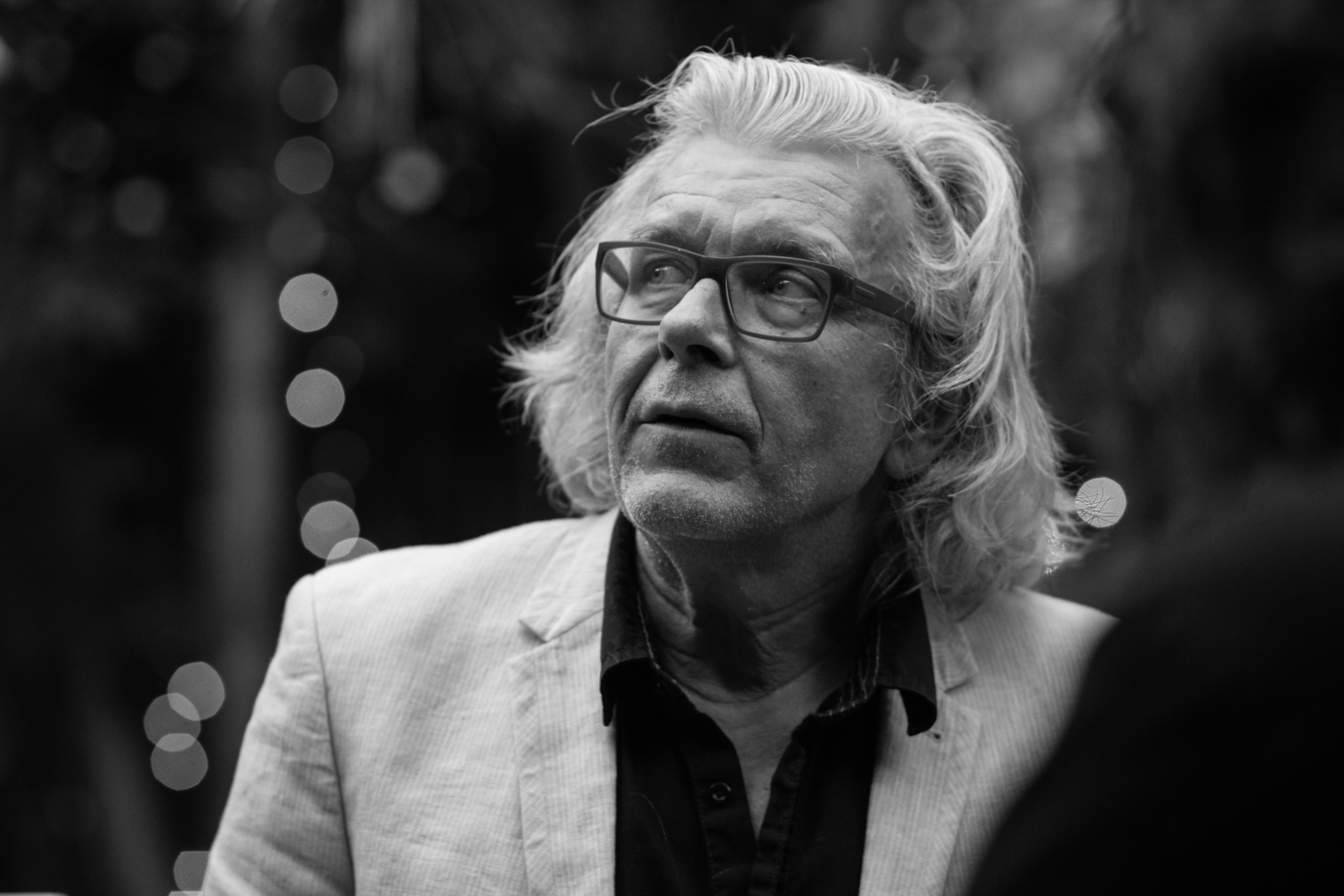
Zbigniew Rybczyński, reżyser filmu (2015)

W 1987 roku, pokazane na Festiwalu Filmowym w Cannes, Imagine zapewniło Rybczyńskiemu nagrodę specjalną „Srebrnego Lwa” za najlepszy klip; w tym samym roku film otrzymał nagrodę festiwalową na Międzynarodowym Festiwalu Filmowym w Rio. Imagine jest uznawane za najbardziej znany teledysk w dorobku Rybczyńskiego. Publicysta pisma „St. Louis Post” pisał, że w Imagine, „korzystając z nowej technologii wideo wysokiej rozdzielczości, Rybczyński pokazuje nam, co wydaje się długą serią zaludnionych pomieszczeń przesuwających się przed kamerą, z widokiem na panoramę Nowego Jorku w tle. Mnogość aktywności w tych pomieszczeniach doskonale współgra z nastrojem nadziei, zadumy i odkrywania obecnym w piosence”.